# Zoë van der Kust
Zoë van der Kust is een Nederlandse actrice, voornamelijk bekend door haar rollen in Ebony en Mijn opa de bankrover. Voor haar rol in deze laatste film kreeg Van der Kust de Gouden Film uitgereikt.